# Plan Nord

Logo

Le Plan Nord est un programme de développement économique des régions nordiques (au nord du 49e parallèle) du Québec proposé par le Gouvernement Jean Charest en mai 2011. Il prévoit des investissements publics et privés de l'ordre de 80 milliards de dollars dans un horizon de 25 ans. Le plan, qui se veut axé sur le « développement durable », comprend l'ouverture de mines, le développement de projets d'énergie renouvelable et la construction d'infrastructures de transport. Il devrait, selon le gouvernement, permettre le maintien et ou la création de 20 000 emplois par année pendant la durée du projet.
Le Plan Nord a été relancé en 2014. Le Gouvernement du Québec entend en faire un des principaux axes d'intervention de la relance de l'économie du Québec. Le relance du Plan Nord s'appuie sur le plan initial mais ses orientations ont été actualisées. Il prévoit maintenant 50 milliards d'investissements d'ici 2035 sur le territoire du Plan Nord. « À l'horizon 2035, le Plan Nord aura permis la mise en valeur du potentiel diversifié du territoire, au bénéfice de ses populations et de tout le Québec, dans le cadre d'un développement durable exemplaire, selon une approche globale, intégrée, cohérente et responsable.» En avril 2017, le Gouvernement du Québec annonçait que plus de 7 000 emplois étaient associés à de nouveaux projets du Plan Nord. De plus, 16 milliards de dollars d'investissements sont déjà prévus.

## Contexte
D'abord proposé au cours des semaines précédant la campagne électorale de 2008 par le chef du Parti libéral du Québec Jean Charest, le Plan a longtemps été vu comme un exercice de rhétorique électoraliste.
Il a été dénoncé par les Innus qui menacent d'y faire obstacle et raillé par des chroniqueurs et l'opposition péquiste à l'Assemblée nationale en raison de l'absence de tout document écrit à ce sujet, hormis les communiqués de presse des libéraux. En octobre 2009, la ministre responsable du Plan Nord, Nathalie Normandeau, a dû admettre qu'il n'y avait pas de plan, parlant plutôt d'une « démarche » menant à des « consultations ».
Le gouvernement a mené des consultations auprès des communautés des régions concernées, y compris les Inuits du Nunavik, au cours de l'été 2010. Un plan devait être rendu public en novembre 2010.
Le 7 septembre 2011, à la suite de la démission de Nathalie Normandeau, Clément Gignac a été nommé ministre responsable du Plan Nord.
Pierre Arcand a été ministre responsable du Plan Nord du 22 février 2015 au 11 octobre 2017, jour auquel Pierre Moreau a hérité de ces fonctions, à la suite d'un remaniement ministériel.

## Le Plan Nord et le Québec
Le Plan Nord est une occasion pour le Québec de mettre en valeur les ressources des régions nordiques du Québec.
Tant sur le plan du développement humain que du développement industriel, le grand nord québécois demeure un territoire sous-développé où des gestes de souveraineté tels le Plan Nord ont intérêt à être posés dans un contexte de propriété nationale.

## Société du Plan Nord
La Société du Plan Nord est l'organisme qui a été créé pour être chargé du déploiement du Plan Nord. Son siège social est situé à Québec, mais elle dispose de cinq bureaux au nord du 49e parallèle, soit à Baie-Comeau, à Chibougamau, à Roberval, à Sept-Îles et à Kuujjuaq. La Société du Plan Nord a été créée à la suite de l’adoption par l’Assemblée nationale de la Loi sur la Société du Plan Nord. Elle est entrée en fonction le 1er avril 2015.
La Société du Plan Nord a pour mission, dans une perspective de développement durable, de contribuer au développement intégré et cohérent du territoire nordique du Québec. Elle le fait en conformité avec les orientations définies par le gouvernement et en concertation avec les représentants des régions et des nations autochtones concernées ainsi que du secteur privé. Le territoire nordique québécois s’étend au nord du 49e parallèle, puis au nord du fleuve Saint-Laurent et du golfe du Saint-Laurent. Sa superficie, de près de 1,2 million de kilomètres carrés, représente 72 % de l’étendue du Québec. Trois régions administratives sont comprises, en tout ou en partie, dans le territoire nordique soit la Côte‑Nord, le Nord‑du‑Québec (Nunavik et Eeyou Istchee Baie‑James) et le Saguenay‑Lac‑Saint-Jean.
Les ministres responsables de la Société du Plan Nord ont été, successivement, depuis 2015 :
- Pierre Arcand (Parti libéral du Québec)
- Pierre Moreau (Parti libéral du Québec)
- Jonatan Julien (Coalition Avenir Québec)
- Maïté Blanchette Vézina (Coalition Avenir Québec)

## Critique
Une manifestation regroupant plusieurs centaines de personnes a eu lieu le 20 avril 2012, durant la Grève étudiante québécoise de 2012, devant le Palais des Congrès à Montréal, où se tenait le Salon des ressources naturelles. Ce rassemblement, qui avait pour objectif de dénoncer le Plan Nord, a été déclaré illégal par le SPVM puisque les organisateurs n'avaient pas remis le trajet de l'évènement aux autorités, dû au nouveau règlement de police, qui entraîna par ailleurs la controverse. Environ une dizaine de personnes ont été arrêtées pour s'être confrontées avec les policiers sur place. Autre fait notable, durant ce salon, Jean Charest a été fortement critiqué pour avoir blagué sur les manifestants à l'extérieur du Palais des Congrès,. Cet événement s'est illustré comme un moment marquant de la grève étudiante, alors à son paroxysme. 
Le rappeur canadien (et autochtone) Samian s'est exprimé contre ce projet dans sa chanson Plan Nord.

#### Ouvrage
- Ministère des Ressources naturelles et de la Faune du Québec, Faire le Nord ensemble : le chantier d'une génération, Québec (Québec), Gouvernement du Québec, 2011, 156 p. (ISBN 978-2-550-61426-5, lire en ligne [PDF]).

#### Articles de journaux
- Alexandre Shields, « Québec étudie des projets de ports en eaux profondes », Le Devoir,‎ 4 juillet 2012, p. 1-8.
- Annie St-Pierre, « Croissance fulgurante en Abitibi », Le Journal de Québec,‎ 27 juillet 2012, p. 37.
- Hugo Fontaine, « La Baie-James, eldorado minier », La Presse Affaires,‎ 3 juillet 2012, p. 7.
- Marc St-Hilaire, « Le Plan Nord : plus imposant que le projet Bourassa », AL13 Le magazine de l'aluminium, vol. 18, no 1,‎ juin 2012, p. 25-26.
- Marcel Martel, « Nord québécois : une réponse à la pression mondiale sur les ressources naturelles », 49e Parallèle, vol. 1, no 1,‎ 2013, p. 38-41.

#### Articles scientifiques
- Alexandre Brun, Ève Harbour-Marsan, Frédéric Lasserre et Éric Mottet, « Le Plan Nord : enjeux géopolitiques actuels au regard des « Plans Nord » passés », Recherches sociographiques, vol. 58, no 2,‎ 2017, p. 297-335 (lire en ligne).
- Éric Chalifoux, « Le Plan Nord et les Autochtones », Recherches amérindiennes au Québec, vol. 41, no 1,‎ 2011, p. 33-36 (lire en ligne).
- Jean-François Arteau, « Le Plan Nunavik, une réponse au Plan Nord », Recherches amérindiennes au Québec, vol. 41, no 1,‎ 2011, p. 65-66 (lire en ligne).
- Véronique Antomarchi, « Tourisme, identité et développement en milieu inuit : le cas de Puvirnituq au Nunavik », Téoros, vol. 28, no 1,‎ 2009, p. 52-60 (lire en ligne).